# Стараче, Франческо
Франческо Стараче (итал. Francesco Starace; род. 22 сентября 1955, Рим, Италия) — представитель итальянского бизнес-сообщества в области энергетики и экологии. Директор структурного подразделения Business Power Группы Enel (с июля 2002 г. по октябрь 2005 г.), директор по регулированию рынка (с ноября 2005 г. по сентябрь 2008 г.), директор подразделения возобновляемых источников энергии Enel (с 2008 г. по 2014 г.), генеральный директор Enel Green Power. С мая 2014 г. генеральный директор Группы Enel — крупнейшей энергетической компании в Европе, с июня 2014 г. — член Консультативного Совета ООН по устойчивому развитию. В мае 2015 г. Генеральный секретарь ООН Пан Ги Мун назначил Франческо Стараче членом Совета Директоров «Глобального договора» ООН. Франческо Стараче является первым представителем итальянской компании, занявшим такой пост.

## Биография
В 1980 г. окончил факультет атомной энергетики в Миланском политехническом университете
. С 1981 по 1982 гг. работал аналитиком в области безопасности на атомных электростанциях NIRA Ansaldo.
До 1987 г. занимал руководящие позиций в компании SAE SADELMI в Италии и других странах мира (в США, Саудовской Аравии и Египте).
В 1987 г. перешел в ABB. В 1993 г. был назначен на должность Директора по производству в компании SOIMI, являющейся частью Группы ABB SAE SADELMI. В 1997 −1998 гг. возглавлял Combustion Engineering ABB Италия, а затем Alstom Power, где с 1998 по 2000 гг. работал в должности старшего вице-президента по глобальным продажам и строительству заводов в подразделении, отвечавшим за газовые турбины.
В 2000 г. возглавил коммерческое направление в компании Enel Produzione. С 2002 по 2005 гг. занимал пост директора структурного подразделения Business Power, которое было создано внутри сектора генерации и управления электроэнергией в рамках проекта по смещению фокуса развития Группы на её основной бизнес — производство электроэнергии.
В 2005 г. Стараче назначен директором по регулированию рынка Группы Enel. В этот период Enel запускает первый доступный в Европе сервис по снабжению электроэнергией, произведенной исключительно с использованием возобновляемых источников. В декабре 2008 г. Франческо Стараче назначен директором подразделения возобновляемых источников энергии Enel и генеральным директором Enel Green Power, которая была создана в рамках Группы и целью развития и управления производством электроэнергии с использованием возобновляемых источников в Италии и по всему миру. Под управлением Стараче компания успешно разместила 30,8 % акций на общую сумму в 2.4 млрд евро на бирже в Милане и Мадриде.
За шесть лет под руководством Стараче Enel Green Power зарекомендовала себя в качестве одной из ведущих глобальных компаний в секторе возобновляемых источников энергии, произведя 29 млрд кВтч электроэнергии на 750 станциях, расположенных в 16 странах Европы, Северной и Латинской Америки. В 2014 г. Стараче назначен на должность генерального директора Enel. Его стратегия делает акцент на промышленной стороне бизнеса. Так, он объявил о планах компании по конверсии 23 тепловых электростанций в Италии (газотурбинные, мазутные, угольные).
В марте 2015 года он встретился с Куми Найду, Исполнительным директором Гринпис Интернешнл, и президентом Гринпис в Италии Андреа Пургатори, чтобы поделиться планами Enel в среднесрочной / долгосрочной перспективе. В мае 2015 года Генеральный секретарь Организации Объединенных Наций Пан Ги Мун назначил Франческо Стараче членом Глобального договора Организации Объединенных Наций.
В январе 2016 года Франческо Стараче был назначен сопредседателем бизнес-сообщества энергетических компаний и бизнес-сообщества по энергетическим технологиям на 46-м Всемирном экономическом форуме в Давос-Клостерс, Швейцария. Он отметил, что невозможно трансформировать компанию без «физического уничтожения» центров власти, которые выступают против изменений, «нанося по ним удар» таким образом, чтобы «посеять в компании страх». Позднее он принес извинения за сказанное в письме, адресованном сотрудникам Enel. 
Член Европейского инвестиционного банка (ЕИБ) и Консультативного совета по климату и окружающей среде, Член Целевой рабочей группы на саммите B20 «Энергетика, устойчивость и климат», Индонезия, 2022. Сопредседатель Делового совета Италия-Мексика.

## Награды
- Кавалер труда (31 мая 2018 года, Италия)[15][16].
- Командор ордена Риу-Бранку (апрель 2018 года, Бразилия)[17][18].
- Командор ордена «За заслуги перед Республикой Колумбия» (июль 2018 года, Колумбия)[19][20].
- Кавалер ордена Ацтекского орла (2018, Мексика)[21].
- Орден Дружбы (3 июля 2019 года, Россия) — за особые заслуги в укреплении мира и сотрудничества между народами, внедрение экологически чистых технологий и развитие международных экономических отношений в отраслях промышленности[22].
- В 2010 г. совместно с Луиджи Феррарисом был удостоен «Премии за руководство системами коммунальных услуг 2010», присужденной Agici и Accenture за управление лидирующим в мире промышленным проектом в области возобновляемых источников энергии[23][24][25].
- В 2011 г. получил награду «Шахматные и бизнес-стратегии» от одноименной ассоциации[26][27][28].
- В 2013 г. получил награду «Устойчивая энергетика 2013» от Fondazione Energia[29][30][31].

## Публикации
• Стараче, Франческо (1 июля 2000) "«The Utility Industry in 2020». Под ред. Bausch, Andreas; Schwenker, Burkhard. Руководство по управлению энергетическим предприятием(Handbook Utility Management.). Springer Science & Business Media. ISBN 9783540793496.